# Малорита
Малори́та (бел. Малары́та) — город в Брестской области на западе Беларуси, стоит на реке Рита, в 52 км от Бреста, железнодорожная станция на линии Брест-Ковель. Административный центр Малоритского района.
Численность населения — 12 593 человек (на 1 января 2025 года).

## История
Есть несколько различных теорий происхождения названия города, все они связаны с рекой  Рыта. Многие археологические находки на территории района свидетельствуют о том, что люди жили здесь ещё до н. э.
В бумажных источниках Малорита вспоминается в 1546 году при описании границ Польской Короны и ВКЛ. Согласно ревизии Брестского староства, в 1566 году с. Малая Рита в Ляховичском войтовстве Полеской волости. 36 дворов, 59 семей, работала водяная мельница, 2 участка земли принадлежали церкви. С 1668 г. в составе Рудского войтовства (центр — двор Руда, располагавшийся возле д. Рита Великая) Полеской волости, 38 участков земли, 2 принадлежали униатской церкви, 8 стольнику из г. Ошмяны А. Слизению. В 1682 г. было 42 хозяйства и 38 участков земли (2 принадлежали церкви). Вспоминается в ревизорном письме с 1679 г., в привилегии короля с 1724 и 1758 гг. и инвентаре с 1786 г.
В 1789 г. 49 хозяйств, 166 участков, относилось к Збуражскому ключу Полесской волости. После 3-го раздела Речи Посполитой (1795) в Российской империи, село, центр волости в Брестском повете Слонимской, с 1797 г. — Литовской, с 1801 г. — Гродненской губерний. 20.11. 1795 г. Екатерина II даровала село (136 мужчин, 124 женщины) генералу-лейтенанту. Николаю Ланскому. В 1803 г. открыто здесь земское народное училище. В 1860 г. насчитывал 540 ревизских душ (261 мужского, 279 женского пола), Малорита относилась к поместью Збураж помещика Нефедовича. Действовала православная церковь. В 1886 г. в селе были 62 двора, 749 жителей, работали волостное управление, православная церковь, 3 магазина, трактир, за 0,5 км от села — железнодорожная станция. В народном училище обучалось 29 мальчиков и 3 девочки. Согласно переписи 1897 г., 203 дворы, 1275 жителей, действовали сельское народное училище (60 учащихся), 2 лесопильни (в 1914 г. — 41 рабочих), шпалопропиточный завод (20 рабочих), кирпичный завод (4 рабочих), ветряная мельница. В 1905 г. было 1097 жителей, работало отделение связи. Рядом находилась железнодорожная станция (18 жителей) и поселок Малорита (381 жителей). Кроме земледелия, жители занимались сапожницкой, портняжной, ткацкой, деревообрабатывающей, кузнечной и другой промышленностью. Часть населения — мелкой торговлей, сплавом леса. Действовал лесопильный завод, который в 1901 г. принадлежал горожанину С.Кагану (18 наемных рабочих), с 1907 г. — М. Л. Опатовскому. После советской-польской войны, согласно Рижскому договору от 18 марта 1921 г., Малорита оказалась в составе польского государства. Однако, по декларации «О вхождении Западной Белоруссии в состав Белорусской Советской Социалистической республики», принятой Народным Собранием Западной Белоруссии в Белостоке 29 октября 1939 г., Малорита была присоединена к БССР.
20 октября 1995 года административные единицы Малоритский район и город Малорита, имеющие общий административный центр, объединены в одну административную единицу — Малоритский район.

## Геральдика
Герб и положение о нём утверждены решением Малоритского районного исполнительного комитета от 28 июля 1998 года № 564. Герб зарегистрирован в Гербовом матрикуле Республики Беларусь 6 августа 1998 года № 18.
Эскиз герба выполнен членом Союза художников Беларуси В. В. Папсуевым. Герб представляет собой щит «варяжский» (утюгоподобный), в голубом поле которого в правом (левом от зрителя) верхнем углу княжеская корона серебряного (белого) цвета, под ней два дубовых листа с тремя желудями.
Символика герба означает следующее. Малорита известна с 1566 г. как королевская деревня. Король был одновременно Великим князем литовским, поэтому корона княжеская. Угловое расположение короны несёт большую смысловую нагрузку. В геральдике правый верхний угол щита — наиболее почётное место.
Одновременно отражается и особое географическое расположение Малориты, как центра самого юго-западного района Беларуси. Малый дубовый венок символизирует богатую природу края. Голубой цвет — символизирует славу, честь, искренность, верность, небо. Серебряный (белый) — справедливость, красоту, добродетель.

## Население
Численность населения — 12 593 человек (на 1 января 2025 года). Численность населения — 12 850 человек (на 1 января 2023 года).
Население города составляет 12 883 человек (на 1 января 2021 года).
| Численность населения: |
| График не отображается по техническим причинам. Чтобы исправить это, воспроизведите график в новом формате, если это возможно. |

В 2017 году в Малорите родилось 178 и умерло 92 человека. Коэффициент рождаемости — 15 на 1000 человек (средний показатель по району — 12,2, по Брестской области — 11,8, по Республике Беларусь — 10,8), коэффициент смертности — 7,7 на 1000 человек (средний показатель по району — 14, по Брестской области — 12,8, по Республике Беларусь — 12,6). Уровень рождаемости в Малорите один из самых высоких в Брестской области (выше только в Жабинке), в совокупности с низким уровнем смертности темп естественного прироста населения (7,3 на 1000 человек) — самый высокий в Брестской области.

## Экономика
Крупнейшее и единственное промышленное предприятие Малориты и района — ОАО «Малоритский консервноовощесушильный комбинат», производящий плодоовощные консервы (в основном для детского питания). В 2018 году завод произвёл продукции на 20,9 млн рублей — ок. 10 млн USD.

## Образование
Система образования представлена 2 средними школами, 1 гимназией, 6 детскими садами и 1 государственным аграрным колледжем.

## Культура
- Дом культуры
- ГУК «Малоритский районный центр культуры»
- ГУК «Малоритский районный методический центр культурно-просветительской работы»
- Центр народного творчества
- Музей боевой славы ГУО «Малоритская средняя школа № 1»
- Исторический музей ГУО «Малоритская средняя школа № 2»
- Краеведческий музей «Спадчына» ГУО «Малоритская районная гимназия»
- Мини-музей малоритчанки Валентины Скрипченко[17]

## Достопримечательность
- Свято-Николаевская церковь (XIX в.), расположена около речки Рита по ул. Красноармейской —  Историко-культурная ценность Республики Беларусь, шифр 113Г000487
- Католический костёл (на ул. Пионерской)
- Братская могила (1944), ул. Советская, в сквере —  Историко-культурная ценность Республики Беларусь, шифр 113Д000483
- Братская могила (1946—1950) —  Историко-культурная ценность Республики Беларусь, шифр 113Д000484
- Братская могила танкистов (1939) —  Историко-культурная ценность Республики Беларусь, шифр 113Д000485
- Могила жертв фашизма (1941—1944) —  Историко-культурная ценность Республики Беларусь, шифр 113Д000486

### Памятник, скульптура
- Памятник В. И. Ленину
- Памятный знак воинам-интернационалистам, жителям и уроженцам Малоритского района — участникам боевых действий в Афганистане (2017)[18]. Расположен на пересечении улиц Южная и Парковая. Представляет собой установленную на постаменте боевую машину десанта — БМД-1. У подножия легендарной машины размещены мемориальные таблички. На одной из них указано, что памятный знак установлен в честь жителей Малоритского района, выполнявших интернациональный долг в Афганистане в 1979—1989 гг. На второй увековечены имена погибших при исполнении воинского долга рядового Ивана Кителя и ефрейтора Юрия Шелегейко. На третьей представлены тактико-технические характеристики боевой машины советских десантников.

## Галерея
- Свято-Николаевская церковь между 1915 и 1918 гг.
- Свято-Николаевская церковь

## В топонимике
- Улица Малоритская — в Бресте, д. Замшаны (Малоритский район), аг. Ляховцы (Малоритский район).

## СМИ
- Малоритская районная газета «Голас часу»[19].